# Secwepemc
Les Secwepemc (ou Shuswap) constituent un peuple autochtone originaire de la province canadienne de la Colombie-Britannique, plus précisément de la région nord et est de la ville de Kamloops.
La langue traditionnelle est le secwepemctsín, il ne reste qu'au plus 500 personnes qui le parlent, surtout des personnes âgées. Elle est d'ailleurs considérée comme langue en danger par l'UNESCO.
Les Premières nations Secwepemc sont :
Adams Lake, Bonaparte, Canoe Creek, Canim Lake, Esketemc, High Bar, Kamloops, Little Shuswap, Neskonlith, Shuswap, Simpcw, Skeetchestn, Soda Creek, Spallumcheen, Ts'kw'aylaxw, Whispering Pines/Clinton et Williams Lake.

## Personnalités
- Darrell Dennis, comédien, acteur, scénariste et personnalité de la radio
- Tania Willard, artiste, designer et commissaire autochtone de la Nation Secwepemc
- Phyllis Jack Webstad, créatrice de la Journée du chandail orange et autrice de plusieurs livres.